# Sociedad de Remo Koxtape Pasajes de San Juan

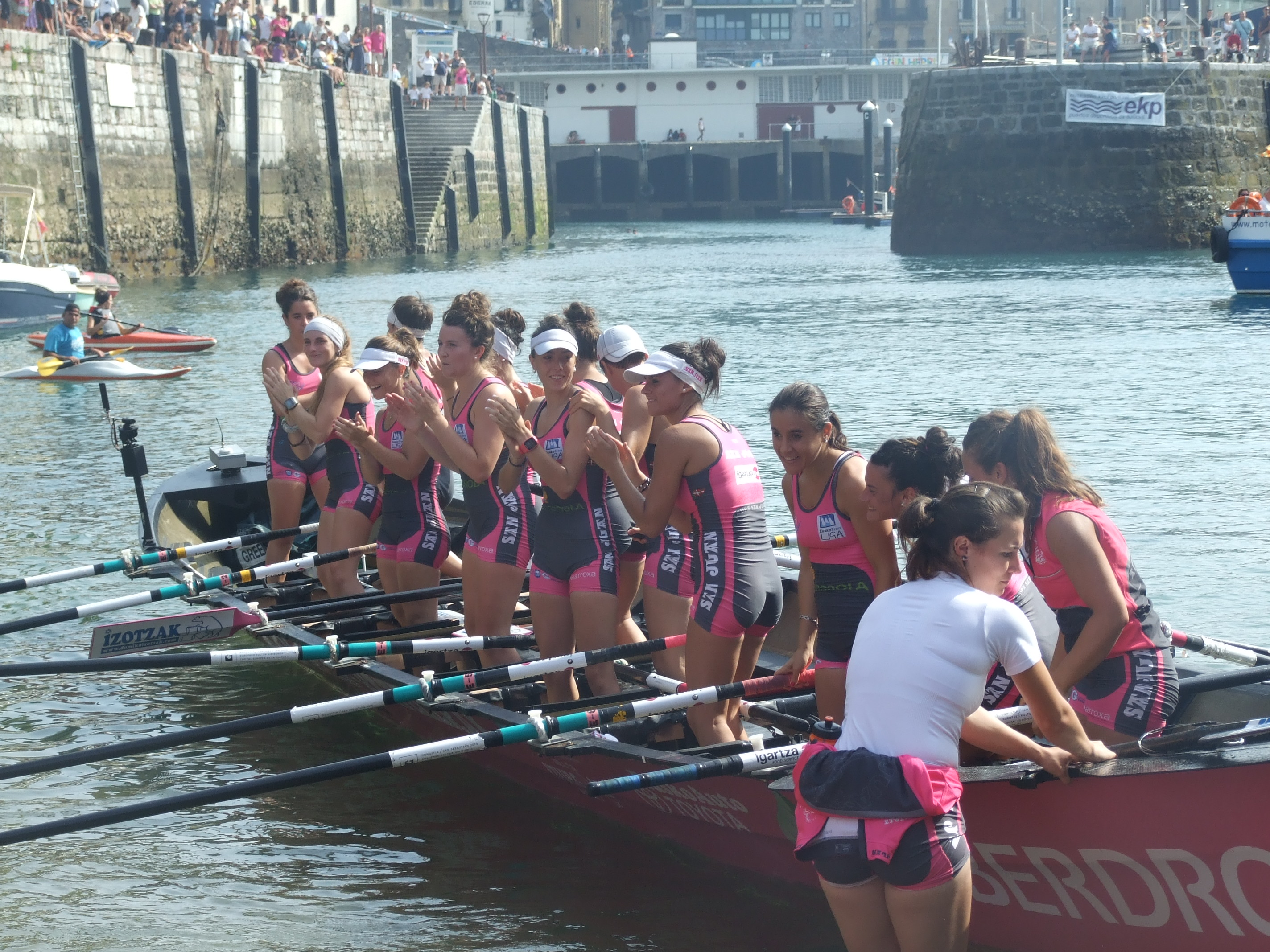
Tripulación del equipo en la bandera de la Concha femenina de 2016.

La Sociedad de Remo Koxtape Pasajes de San Juan (Pasai Donibane Koxtape Arraun Elkartea en euskera) es un club de remo del distrito de San Juan de la localidad guipuzcoana de Pasajes.
El club data de 1965, su color representativo es el rosa y su trainera la San Juan.
Fue uno de los equipos fundadores de la primera Liga ACT en 2003 y contribuye junto al Sanpedrotarra y el Illunbe a que Pasajes sea la única localidad del Cantábrico que se ha visto representada por tres equipos distintos en la máxima competición del remo.

## Palmarés
Títulos nacionales
- 1 Campeonato de España de Traineras: 1991.

Banderas
- 10 Banderas de la Concha: 1924, 1956, 1961, 1962, 1963 (obtenidas estas cinco primeras a nombre del pueblo de San Juan), 1986, 1988, 1990, 1995 y 1999.
- 4 Banderas Villa de Bilbao: 1978, 1988, 1989 y 1990.
- 3 Banderas de Ondárroa: 1983, 1986 y 2000.
- 1 Bandera Príncipe de Asturias: 1984.
- 3 Campeonatos del País Vasco de Traineras: 1985, 1990 y 2000.
- 4 Campeonatos de Guipúzcoa de Traineras: 1978, 1991, 2000 y 2003.
- 3 Banderas de Bermeo: 1985, 1986 y 2000.
- 5 GP de Astillero: 1985, 1986, 1989, 1990 y 1991.
- 2 Grandes Premios del Nervión: 1985 y 1988.
- 2 Banderas del Real Astillero de Guarnizo: 1986 y 1990.
- 3 Banderas de Santoña: 1986, 1992 y 1994.
- 1 Bandera Pryca: 1986.
- 1 Bandera Piloto de Biarriz: 1986.
- 5 Banderas de Santurce: 1986, 1988, 1989, 1990 y 2007.[1]
- 2 Banderas de Sestao: 1987 y 1990.
- 2 Banderas de Fuenterrabía: 1987 y 1988.
- 2 Banderas de Zarauz: 1989 y 1990.
- 1 Bandera de Elanchove: 1991.
- 2 Banderas de San Juan de Luz: 1996 y 1999.
- 2 Banderas Flavióbriga: 1999 y 2001.
- 1 Bandera de Erandio: 2005.
- 1 Bandera Petronor: 2007.
- 1 Bandera Donostiarra: 2009.